# Lány 50 méteres mellúszás a 2010. évi nyári ifjúsági olimpiai játékokon
A 2010. évi nyári ifjúsági olimpiai játékokon az úszás lány 50 méteres mellúszás versenyszámát augusztus 15. és augusztus 16. között rendezték meg a Singapore Sports Schoolban.

## Előfutamok

### 1. Futam
| H  | P | Név                     | Nemzet       | Idő   | Mj  |
| -- | - | ----------------------- | ------------ | ----- | --- |
| 1. | 5 | Mariana Henriques       | Angola       | 37.65 |     |
| 2. | 3 | Angelika Ouedraogo      | Burkina Faso | 42.21 |     |
|    | 4 | Maimouna Boubacar Badie | Niger        |       | DSQ |

### 2. Futam
| H  | P | Név                    | Nemzet                  | Idő   | Mj |
| -- | - | ---------------------- | ----------------------- | ----- | -- |
| 1. | 5 | Ana de Pinho Rodrigues | Portugália              | 32.75 | Q  |
| 2. | 3 | Tjaša Vozelj           | Szlovénia               | 32.77 | Q  |
| 3. | 4 | Chang Wang             | Kína                    | 33.38 | Q  |
| 4. | 6 | Taryn Mackenzie        | Dél-afrikai Köztársaság | 33.51 | Q  |
| 5. | 2 | Noora Laukkanen        | Finnország              | 33.64 | Q  |
| 6. | 7 | Aurelia Trnovcova      | Szlovákia               | 34.08 |    |
| 7. | 1 | Amanda Jia Xin Liew    | Brunei                  | 36.51 |    |

### 3. Futam
| H  | P | Név                | Nemzet      | Idő   | Mj |
| -- | - | ------------------ | ----------- | ----- | -- |
| 1. | 2 | Rachel Nicol       | Kanada      | 32.16 | Q  |
| 2. | 4 | Martina Carraro    | Olaszország | 32.69 | Q  |
| 3. | 3 | Lina Rathsack      | Németország | 32.99 | Q  |
| 4. | 6 | Urte Kazakeviciute | Litvánia    | 33.12 | Q  |
| 5. | 5 | Yvette Man-Yi Kong | Hongkong    | 33.31 | Q  |
| 6. | 1 | Katarina Đurđević  | Montenegró  | 35.21 |    |
| 7. | 7 | Kum Jong Ho        | Észak-Korea | 37.10 |    |

### 4. Futam
| H  | P | Név                     | Nemzet                   | Idő   | Mj  |
| -- | - | ----------------------- | ------------------------ | ----- | --- |
| 1. | 4 | Alessandra Marchioro    | Brazília                 | 32.65 | Q   |
| 2. | 2 | Evghenia Tanasienco     | Moldova                  | 33.22 | Q   |
| 3. | 3 | Tina Meža               | Szlovénia                | 33.37 | Q   |
| 4. | 6 | Maria Georgia Michalaka | Görögország              | 33.40 | Q   |
| 5. | 7 | Yuliya Litvina          | Kazahsztán               | 33.49 | Q   |
| 6. | 1 | Xin Jing Cheryl Lim     | Szingapúr                | 33.82 | Q   |
| 7. | 8 | Brigitte Rasmussen      | Amerikai Virgin-szigetek | 35.77 |     |
|    | 5 | Hyejin Kim              | Dél-Korea                |       | DNS |

## Elődöntő

### 1. Futam
| H  | P | Név                     | Nemzet                  | Idő   | Mj |
| -- | - | ----------------------- | ----------------------- | ----- | -- |
| 1. | 5 | Ana de Pinho Rodrigues  | Portugália              | 32.30 | Q  |
| 2. | 4 | Alessandra Marchioro    | Brazília                | 32.70 | Q  |
| 3. | 3 | Lina Rathsack           | Németország             | 32.73 | Q  |
| 4. | 7 | Maria Georgia Michalaka | Görögország             | 32.96 | Q  |
| 5. | 2 | Tina Meža               | Szlovénia               | 33.31 |    |
| 6. | 1 | Taryn Mackenzie         | Dél-afrikai Köztársaság | 33.47 |    |
| 7. | 6 | Evghenia Tanasienco     | Moldova                 | 33.63 |    |
| 8. | 8 | Xin Jing Cheryl Lim     | Szingapúr               | 33.65 |    |

### 2. Futam
| H  | P | Név                | Nemzet      | Idő   | Mj |
| -- | - | ------------------ | ----------- | ----- | -- |
| 1. | 4 | Rachel Nicol       | Kanada      | 32.13 | Q  |
| 2. | 5 | Martina Carraro    | Olaszország | 32.23 | Q  |
| 3. | 3 | Tjaša Vozelj       | Szlovénia   | 32.87 | Q  |
| 4. | 6 | Urte Kazakeviciute | Litvánia    | 33.05 | Q  |
| 5. | 8 | Noora Laukkanen    | Finnország  | 33.22 |    |
| 6. | 7 | Chang Wang         | Kína        | 33.29 |    |
| 7. | 1 | Yuliya Litvina     | Kazahsztán  | 33.64 |    |
| 8. | 2 | Yvette Man-Yi Kong | Hongkong    | 33.69 |    |

## Döntő
| H     | P | Név                     | Nemzet      | Idő   | Mj |
| ----- | - | ----------------------- | ----------- | ----- | -- |
| Arany | 4 | Rachel Nicol            | Kanada      | 32.06 |    |
| Ezüst | 5 | Martina Carraro         | Olaszország | 32.44 |    |
| Bronz | 3 | Ana de Pinho Rodrigues  | Portugália  | 32.49 |    |
| 4.    | 6 | Alessandra Marchioro    | Brazília    | 32.60 |    |
| 5.    | 2 | Lina Rathsack           | Németország | 32.79 |    |
| 6.    | 1 | Maria Georgia Michalaka | Görögország | 32.90 |    |
| 7.    | 7 | Tjaša Vozelj            | Szlovénia   | 33.14 |    |
| 8.    | 8 | Urte Kazakeviciute      | Litvánia    | 33.22 |    |

## Fordítás
Ez a szócikk részben vagy egészben  a   Swimming at the 2010 Summer Youth Olympics – Girls' 50 metre breaststroke című angol Wikipédia-szócikk fordításán alapul.  Az eredeti cikk szerkesztőit annak laptörténete sorolja fel. Ez a jelzés csupán a megfogalmazás eredetét és a szerzői jogokat jelzi, nem szolgál a cikkben szereplő információk forrásmegjelöléseként.